# Spiral
Spiral – pięcioosobowa grupa muzyczna grająca muzykę z pogranicza post-rocka, dream popu oraz cięższych odmian muzyki. Zespół powstał w 2004 roku w Rzeszowie. W ich muzyce słychać fascynację takimi nurtami jak: post-rock, metal progresywny, trip hop, czy muzyka elektroniczna. Zespół znany jest z tego, że w poszukiwaniu nowych sposobów przekazu chętnie eksperymentuje. 
We wrześniu 2009 nakładem wytwórni „Ars Mundi” ukazała się debiutancka płyta LP zespołu zatytułowana „Urban Fable”.
W 2014 roku premierę ma drugi album LP zespołu zatytułowany Cloud Kingdoms.
W 2015 roku zespół nagrywa utwór Dive na potrzeby składanki The Landscape After The Flood Post-Rock.Pl Compilation.

## Muzycy

### Aktualni członkowie
- Urszula Wójcik - wokal
- Mateusz Mazur - gitara
- Grzegorz Kyc - gitara
- Brunon Lubas - gitara basowa
- Przemysław Nycz - perkusja
- Maciej Zeman - realizator dźwięku

### Byli członkowie
- Bartłomiej Kulka
- Jakub Wolanin
- Filip Śmigiel
- Michał Karniłowicz
- Michał Drąg
- Sławomir Grzymek-Świętoszewski

## Dyskografia
- Spiral EP (2007)
- Under the Cold EP (2008)
- Urban Fable LP (2009)
- Cloud Kingdoms LP (2014)
- „Dive” - singel, kompilacja The Landscape After the Flood (2015)
- Bullets LP (2016)

## Nagrody i osiągnięcia
- "Rockowa Noc 2006" - 1. miejsce
- Konkurs Fabryki Zespołów oraz studia Candida na najlepszy młody zespół 2008 - 1 miejsce
- Laureat konkursu "Nokia Studio Garaż 2009"
- "GORock 2006" - finalista
- "Opole Debiuty 2007" - centralne eliminacje
- "Union Of Rock Węgorzewo 2007" - centralne eliminacje
- "Międzynarodowy Festiwal Piosenki Carpathia 2008"
- "Festiwal Przestrzeń Muzyki Live 2008" - 3. miejsce
- Polska Płyta Roku 2009 Antyradio[1].
- Zwycięzca Festiwalu Dachoofka 2010.
- Polska płyta roku 2014 - Półka z Winylami[2]
- Outstanding Songs Of 2014 That You Might Have Missed via Arctic Drones
- Flashback 2014 - Post Rock via It Djents